# 3827 Zdeněkhorský
3827 Zdeněkhorský là một tiểu hành tinh vành đai chính với chu kỳ quỹ đạo là 1659.2550203 ngày (4.54 năm).
Nó được phát hiện ngày 3 tháng 11 năm 1986.